# Sylvie Caspar
Pour les articles homonymes, voir Caspar.
Sylvie Caspar est connue pour avoir été pendant 20 ans des années 1990 au 28 février 2011 la voix française de la chaîne de télévision franco-allemande Arte.

## Biographie
Sylvie Caspar a fait ses débuts au café-théâtre et dans l'opérette.
Dans les années 1980 elle devient « lectrice de textes » pour des commentaires de films, des lectures de livres, des annonces et pour la radio.
En 1988, Philippe Truffault, directeur artistique de la chaîne de télévision française La Sept, recrute Sylvie Caspar pour qu'elle devienne la voix de la chaîne. À la suite du projet de chaîne de télévision culturelle franco-allemande La Sept devient le pôle français de la nouvelle chaîne Arte en mai 1992. Sylvie Caspar en reste la voix féminine. Elle annonce les programmes de sa voix très reconnaissable à l'antenne sur la chaîne franco-allemande et sur Arte radio à partir de novembre 2002 jusqu'au 28 février 2011, date d'un nouvel habillage général de l'antenne.
En 1989 elle est la voix pour les 100 ans de la Tour Eiffel la grand-mère tour Eiffel.
En 2004, elle a aussi prêté sa voix des messages publicitaires notamment une campagne pour la banque française LCL, des émissions telles que Les Guignols de l'info ou encore à la radio publique suisse Couleur 3, notamment dans La Planète bleue.
En 2006 elle a également lu un audio-livre pour les enfants tiré de la série J'aime lire.
Elle a ainsi eu l’occasion d’être la voix de Robespierre, du dahu ou pour des environnements sonores.
Elle chante, aussi, dans un registre plutôt jazz et folk.
Particulièrement discrète, Sylvie Caspar ne diffuse aucune photo d’elle. Anonyme dans les médias et sur Internet, elle préfère s’illustrer par cette petite souris dessinée par d’Anita Jeram, qu’elle utilise sur sa page de contact sur le site « Les voix ».